# Merops superciliosus
El abejaruco malgache (Merops superciliosus) es una especie de ave paseriforme de la familia de Meropidae propia de África.
El abejaruco malgache habita en las praderas y bosques montanos costeros de África Oriental y Madagascar, y existe una población aislada en la costa de Angola. Es una especie parcialmente migratoria, y por lo general se reproducen solo en el sector sur de la zona donde habitan, desplazándose al norte durante la temporada seca en el sur de África. Pone cuatro huevos en un nido en un hueco a comienzos de la temporada húmeda en el sur de África, y los pichones por lo general nacen a comienzos de diciembre. A diferencia de la mayoría de los abejarucos, la especie no practica la crianza cooperativa y la dependencia tras dejar el nido es de solo unos 19 días, que es lo típico de pájaros de zonas templadas y aproximadamente la mitad que la mayoría de las especies de Meropidae.

## Galería

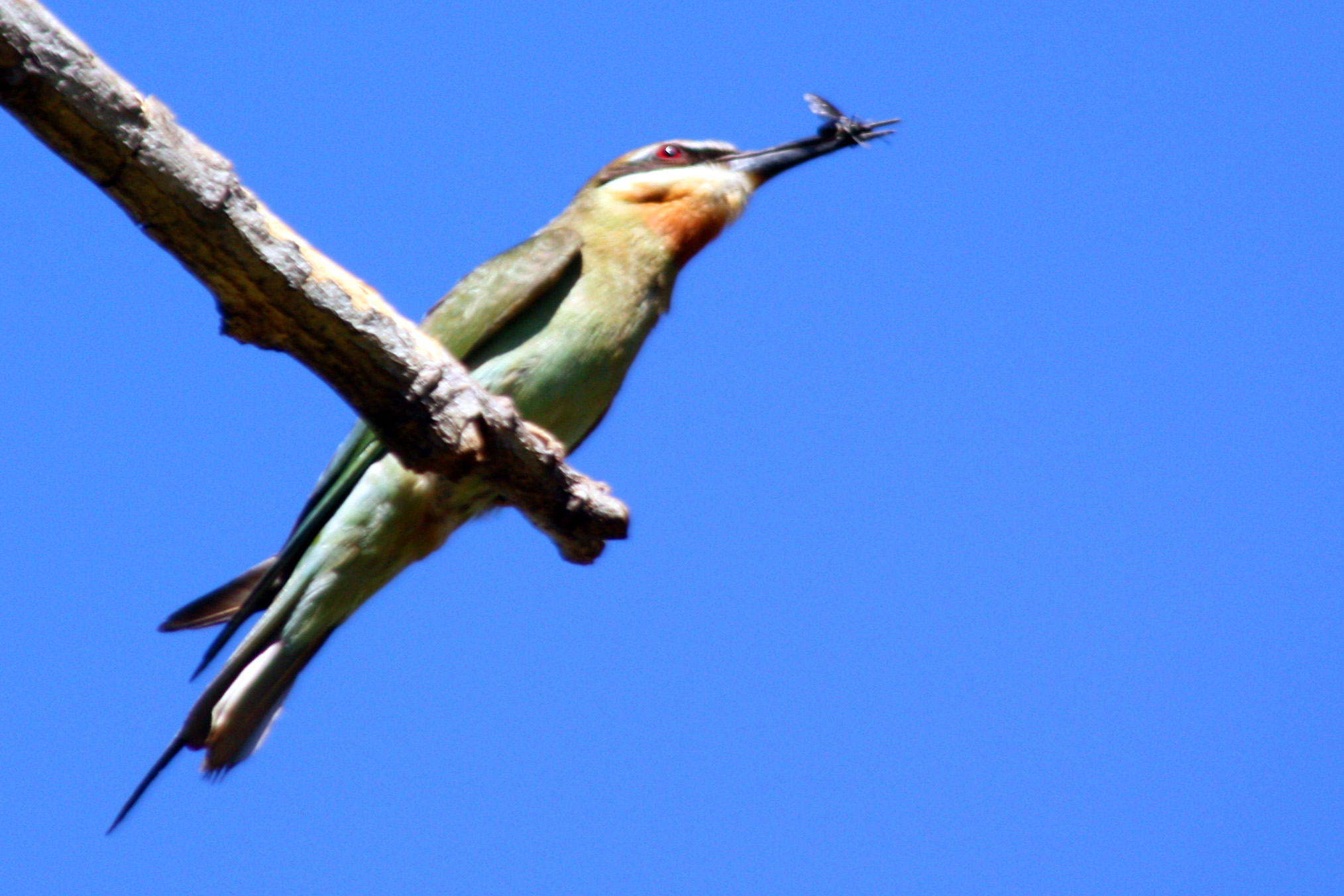
Atrapando una abeja en el bosque Anjajavy
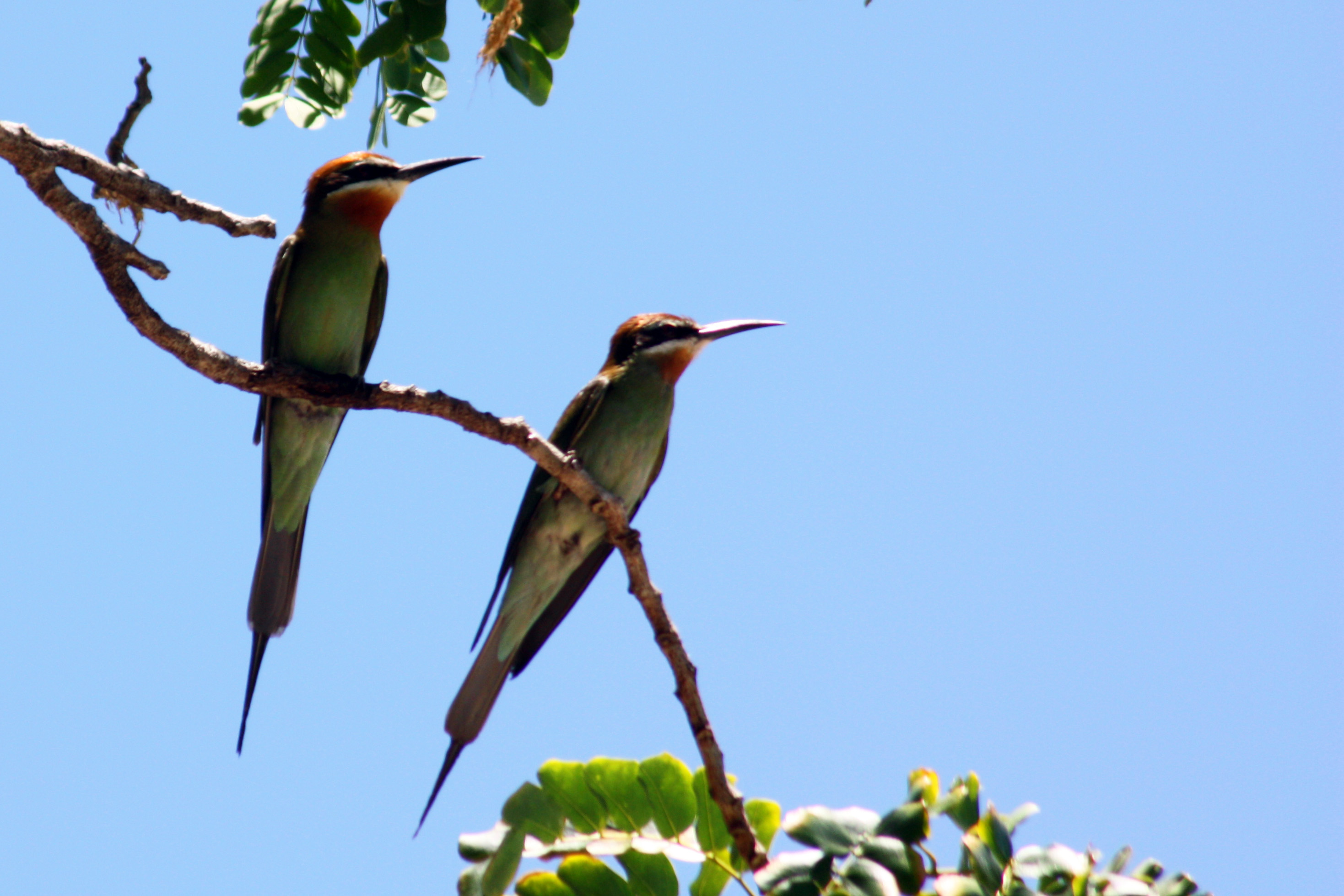
Pareja en el bosque Anjajavy
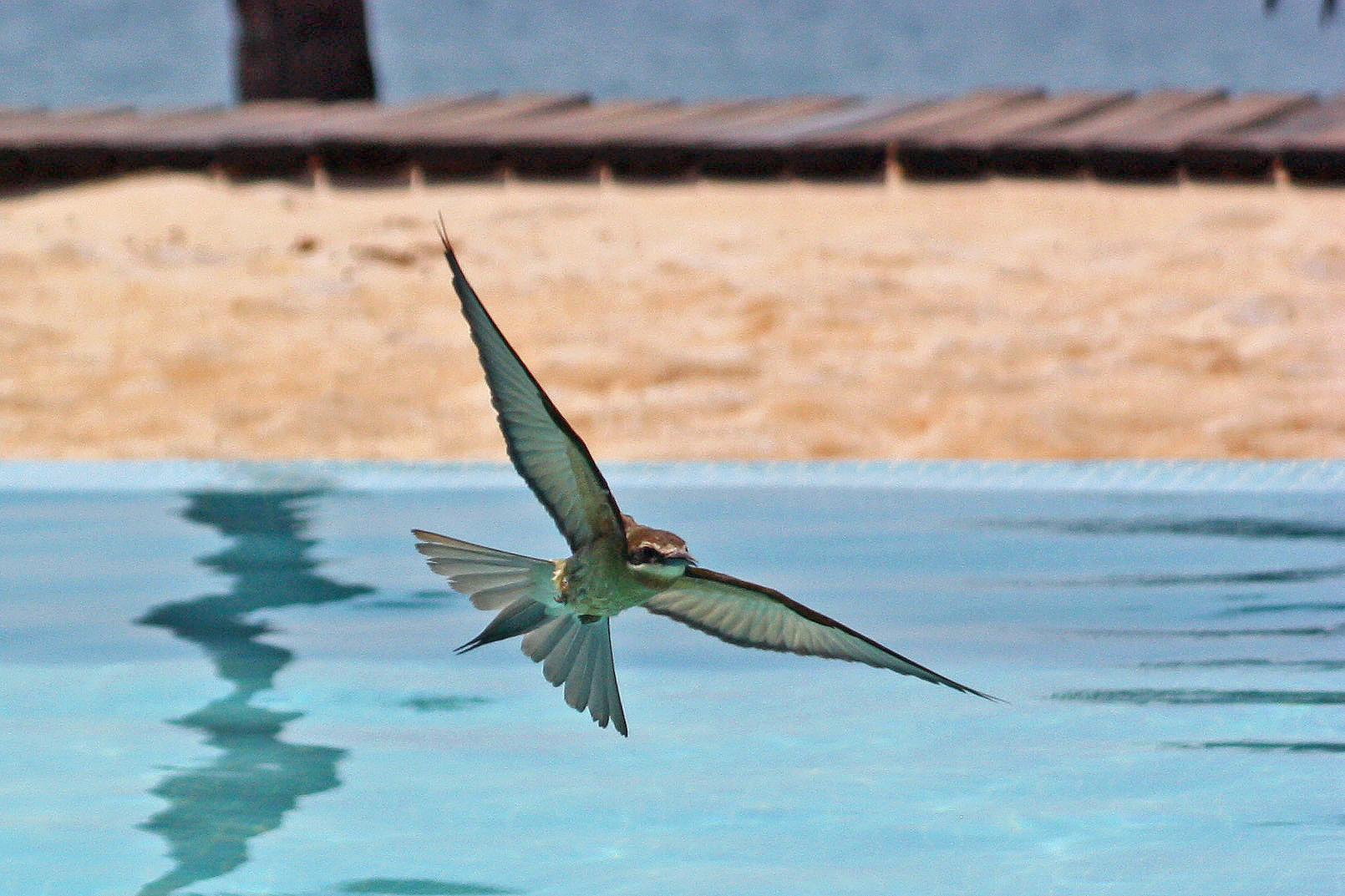
En vuelo en la zona de Anjajavy